# Square du Massif-Central
Le square du Massif-Central est une voie située dans le quartier de Picpus du 12e arrondissement de Paris.

## Situation et accès
Le square du Massif-Central est accessible à proximité par la ligne de métro 8 à la station Porte de Charenton et par la ligne 3a du tramway d'Île-de-France à l'arrêt Porte de Charenton.

## Origine du nom
La dénomination de la voie est faite en référence aux montagnes du Massif central.

## Historique
La voie est créée en 1932, en même temps que le square du Sancerrois et celui de la Vendée, dans un ensemble d'habitations à bon marché (HBM) construites à cette époque et accessibles par le no 2 de la rue des Meuniers.

## Bâtiments remarquables et lieux de mémoire
- Le square donne sur la ligne de Petite Ceinture, désormais désaffectée.